# Torsten Sommer

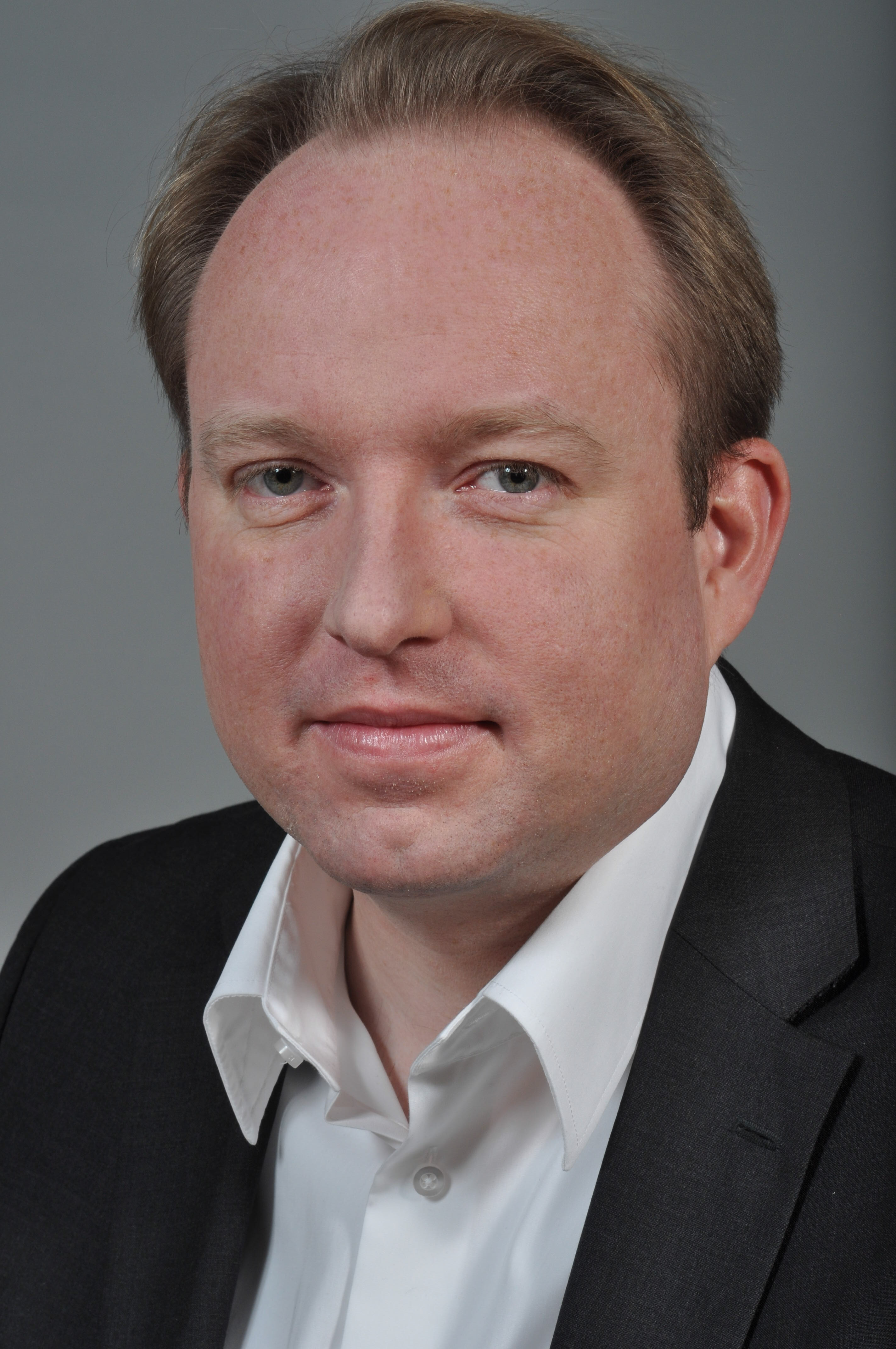
Torsten Sommer (2013)

Torsten Sommer (* 28. September 1971 in Hagen-Haspe) ist ein deutscher Kaufmann und war Abgeordneter der Piratenpartei im Landtag von Nordrhein-Westfalen.

## Biografie
Torsten Sommer absolvierte eine Ausbildung zum Groß- und Außenhandelskaufmann (1994–1997). 1998 begann er bei der WAZ-Mediengruppe als kaufmännischer Angestellter. Ein Jahr später wurde er DTP-Operator. Bis 2013 war er dort auch Mitglied des Betriebsrates.
Torsten Sommer ist verheiratet und hat drei Kinder.

## Politik
Sommer trat 2009 der Piratenpartei bei und war von 2010 bis 2011 Schatzmeister im Kreisverband Dortmund. Auf dem Landesparteitag 2012 am 24. und 25. März 2012 in Münster wurde er auf Platz 11 der Landesliste gewählt. Bei der Landtagswahl in Nordrhein-Westfalen 2012 bekam er mit diesem Listenplatz ein Mandat im Landtag.
Er war ordentliches Mitglied im Hauptausschuss und im Ausschuss für Arbeit, Gesundheit und Soziales, sowie stellvertretendes Mitglied im Rechtsausschuss und im Ausschuss für Wirtschaft, Energie, Industrie, Mittelstand und Handwerk. Ab 2013 war er Mitglied in der neu konstituierten Verfassungsänderungskommission. Für seine Fraktion war er arbeitsmarktpolitischer Sprecher.
Seit März 2017 war er parlamentarischer Geschäftsführer der Piratenfraktion im Landtag. Er trat die Nachfolge von Marc Olejak an, der dieses Amt am 1. März 2017 aus persönlichen Gründen niedergelegt hatte. Mit dem Ausscheiden der Piraten bei der Landtagswahl in Nordrhein-Westfalen 2017 verlor er sein Mandat.
Sommer leitete das Heimatbüro des Dortmunder Bundestagsabgeordneten Marco Bülow (SPD).